# Lancelotto Malocello
Lancelotto Malocello (lateinisch Lanzarotus Marocelus auch Lanzarotto oder Lancelotto oder Lancellotto oder Lazzarotto) war ein aus der Republik Genua stammender Entdeckungsreisender. Er wurde vermutlich vor 1307 in Genua geboren und starb vor 1384. Der Sterbeort ist nicht bekannt. Es wird angenommen, dass er zu Beginn des 14. Jahrhunderts einen Handelsstützpunkt auf der kanarischen Insel Lanzarote einrichtete.

## Gesicherte Informationen

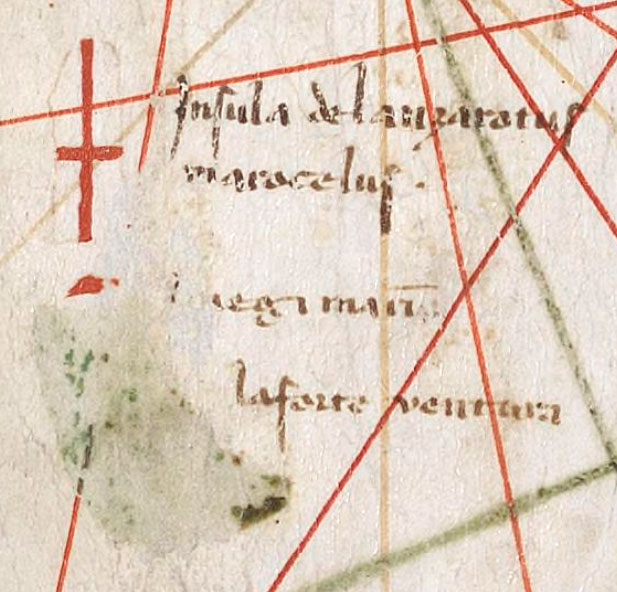
Ausschnitt aus der Karte des Angelino Dulcert aus dem Jahr 1339

Es gibt nur wenige gesicherte Informationen über Lancelotto Malocello, aus denen sich sein Leben rekonstruieren lässt.
Die Existenz eines Lancelotto Malocello ergibt sich aus Dokumenten in den Archiven der Stadt Genua. Es handelt sich dabei um zwei Schriftstücke aus den Jahren 1384 und 1391. Aus ihnen geht hervor, dass Lancelotto Malocello mit Eliana Fieschi, die aus einer genuesischen Adelsfamilie stammte, verheiratet war. Aus diesen Dokumenten geht auch hervor, dass er 1384 bereits gestorben war.

Flagge Genuas

In der Portolankarte des mallorquinischen Kartografen Angelino Dulcert aus dem Jahr 1325 werden die Kanarischen Inseln nicht angegeben. In der Neuauflage von 1339 sind sie auf der Karte eingezeichnet und bei der Insel in unmittelbarer Nähe Afrikas wird angemerkt, dass dies die Insel des Genuesen Lancelotto Malocello sei. Auf der dazugehörigen Karte ist die Insel mit einem roten Kreuz auf weißem Grund, der Flagge Genuas, markiert. Die Flagge kann allerdings nicht so gedeutet werden, dass dieses Gebiet unter der Hoheit der Republik Genua stand. Die Expedition des Genuesen Lancellotto war ein privates Unternehmen und fand nicht im Auftrag Genuas statt. Nach der Eintragung in der Karte kann davon ausgegangen werden, dass die Besetzung der Inseln sicher vor 1339 erfolgte. Im Bericht des Genuesen Niccoloso da Recco, der 1341 an einer Entdeckungsreise zu den Kanarischen Inseln im Auftrag des portugiesischen Königs Alfons IV. teilnahm, kommt der Name Lancelotto Malocello nicht vor. Er berichtet auch nicht von einem Handelsstützpunkt auf einer der Inseln.

## Historisches Umfeld
Die Seefahrt auf dem Atlantik war im 14. Jahrhundert noch unbedeutend und beschränkte sich weitgehend auf die Küstenschifffahrt, die das Mittelmeer mit Nordeuropa verband. Die Verwendung des Kompasses und anderer nautischer Geräte erlaubte im 14. Jahrhundert eine zuverlässigere Navigation. Wirtschaftshistoriker gehen heute davon aus, dass das Ziel der Forschungsreisen zu den Kanarischen Inseln nicht in erster Linie der Handel mit diesen Inseln war. Die Inseln boten den Händlern nur Orcein, Ziegenfelle und Sklaven. Die Inseln wurden vielmehr als Ausgangspunkt für die Erschließung der Afrikanischen Küste und des Hinterlandes angesehen. Die Befestigungsanlage, die vermutlich der Genuese Lancelotto Malocello auf Lanzarote im ersten Drittel des 14. Jahrhunderts bauen ließ, zeigt, dass die Händler dieser Republik beabsichtigten dauerhaft Stützpunkte auf dem Archipel zu errichten, um von dort besser nach Afrika vordringen zu können.

## Namenspate
Ein Zerstörer der italienischen Marine wurde 1930 nach ihm benannt.